# Пиер дьо Бомарше
Пиер-Огюстен Карон дьо Бомарше (на френски: Pierre-Augustin Caron de Beaumarchais) е знаменит френски писател, драматург и публицист.

## Биография
Роден е през 1732 г. в Париж. Син е на парижки часовникар, сравнително богат за времето си буржоа. Ходи на училище до тринадесетгодишната си възраст. По-късно чрез самообразование успява да блесне като един от най-образованите хора на своето време.
Младият Карон започва да усвоява занаята на баща си, но се увлича от музика и поезия. Старият Карон не гледал с добро око на музикалните увлечения на своя син, но напразно, защото синът му не само добре усвоява тънкостите на часовникарско майсторство, но и надминава всички парижки часовникари. Той прави усъвършенстване на часовниковия механизъм, което поверява на известен парижки часовникар, който го присвоява и го рекламира в един от парижките вестници. Младият Карон опровергава смело в същия вестник. Противникът, който е богат и влиятелен, повдига срещу „нахалния Карон“ цял поход от клевети. Шумът става толкова голям, че се налага да се намеси кралят. Стига се до експертиза на Академията на науките. Истинският откривател спечелва.
Тази победа, заради която за първи път опитва остроумното си перо в пресата, му открива пътя към двореца. Луи XV го назначава за учител по музика на дъщерите си. В дворецът той прави някои усъвършенствания в музикалния инструмент арфа. По това време прибавя към фамилното си име и онова, с което е известен в литературата – дьо Бомарше.
През 1764 г. Бомарше заминава за Испания, където престоява около една година. Този престой в Испания по-късно е намерил литературен израз в неговите знаменити „Мемоари“.
През 1767 г. издава драмата „Евгения“.
Бомарше имал връзка с генералния откупчик на данъците Пари Дюверне, който е използвал влиянието на писателя в двореца, за да печели, и от своя страна му се е отплащал твърде задоволително. Неочаквано Дюверне умира, а целият капитал на Бомарше бил в негови ръце. Бомарше завежда дело, наследникът на крупния финансист оспорва. Обвиняват Бомарше във фалшификация на документи, че е отровил двете си жени, загатват тъмни работи за поведението му в двореца и др. Бомарше удря плесница на един херцог и кралят го праща в затвора. Той води процеса от затвора, среща се със съдията Гезман срещу 100 луидора, един златен часовник с брилянти и други малки подаръци за госпожа Гезман. Но противникът е дал по-чувствителни „подаръци“ и Бомарше загубва делото. По-късно госпожа Гезман връща часовника и парите, като си задържа 15 луидора. След приключването на процеса Бомарше пише своите „Мемоари“, в основата на които лежат въпросните 15 луидора, цел да се покажат корупцията, подкупите, тайните интриги на френската аристокрация. Успехът на „Мемоари“ стресва двореца и парижкият парламент издава присъда за публично изгаряне. През 1770 г. написва втората си драма „Двама приятели“.
Своето място на талантлив драматург Бомарше е извоювал с двете си комедии: „Севилският бръснар“ и „Сватбата на Фигаро“. Сюжетът на комедиите е испански, действието се развива в Испания, но всички разбират, че стрелите на сатирата са насочени към грохналата в пороци аристокрация във Франция. След представянето на голяма сцена на „Сватбата на Фигаро“ през 1784 г., братът на Луи XV – граф Провансалски, издействал от краля заповед за арестуването на Бомарше и авторът бил хвърлен в затвора. Париж се развълнувал от кралския произвол и след пет дена освободили автора. Последната пиеса на Бомарше е „Новият Тартюф или престъпна майка“, писана след революцията.
Умира на 18 май 1799 г. в Париж.

## Американската революция
Преди Франция да се включи официално в Американската война за независимост през 1778 г., Бомарше играе главна роля в снабдяването на американската армия с провизии, амуниции и оръжия. Той създава дори фиктивна компания „Roderigue Hortalez and Company“, чрез която осъществява доставките.

## Частична библиография
- Евгения (1767)
- Мемоари
- Двама приятели (1770)
- Севилският бръснар
- Сватбата на Фигаро (1782)
- Новият Тартюф или престъпна майка